# ترافيس وليامز
ترافيس وليامز (بالإنجليزية: Travis Williams)‏ هو مدرب كرة سلة أمريكي، ولد في 24 يوليو 1972 في تيفتون في الولايات المتحدة.